# 광양만권경제자유구역청 하동사무소
광양만권경제자유구역청 하동사무소(光陽灣圈經濟自由區域廳 河東事務所)는 광양만권 경제자유구역 내 하동지구의 기반시설사업, 단지개발사업, 투자유치 등 행정적 지원을 위해 설립된 광양만권경제자유구역청 소속기관으로 하동사무소장은 서기관(4급)으로 보한다. 경상남도 하동군 하동읍 중앙로 115에 위치하고 있다.

## 설립 근거
- 경제자유구역의 지정 및 운영에 관한 법률

## 연혁
- 2004년 3월 24일 광양만권경제자유구역청 개청
- 2004년 3월 25일 하동지소 개소
- 2008년 3월 13일 하동사무소 승격 개편[2] (3담당 → 2과 1팀 4담당)
- 2009년 9월 22일 1소장 2과 5담당으로 조직 개편 (20명)

## 조직

### 하동사무소장

#### 민원행정과
- 행정담당
- 민원담당
- 투자유치담당

#### 개발과
- 기반시설담당
- 지구개발담당